# Rancho Nuevo del Llanito
Rancho Nuevo del Llanito es una localidad del estado mexicano de Guanajuato. Es parte del municipio de Irapuato.

## Demografía
| Gráfica de evolución demográfica |
|                                  |

| Censo | Población |
| ----- | --------- |
| 1960  | 257       |
| 1970  | 380       |
| 1980  | 475       |
| 1990  | 767       |
| 2000  | 839       |
| 2010  | 1 004     |
| 2020  | 1 209     |